# Międzyborów
Międzyborów je vesnice v Polsku nacházející se v Mazovském vojvodství, v okrese Grodzisk Mazowiecki, v gmině Jaktorów. V letech 1975-1998 patřila vesnice administrativně do Vojvodství Skierniewice.
V Międzyborowě se nachází přírodní krajinná oblast Międzyborowské duny. Duny jsou pozůstalostí po středopolském zledovatění. Přírodní oblast leží na území chráněné krajinné oblasti (Bolimowsko-Radziejowické s údolím Rawki).

## Turistické stezky
- Radziejowice - přírodní rezervace Radziejowská doubrava - Międzyborów
- Po dunách vede přírodně historická naučná stezka Międzyborowské duny a okolí, označená žluto-zelenými čtverci

|  |  |